# Bacilloflagellomera longicornis
Bacilloflagellomera longicornis är en tvåvingeart som beskrevs av Silva 1999. Bacilloflagellomera longicornis ingår i släktet Bacilloflagellomera och familjen lövflugor. Inga underarter finns listade i Catalogue of Life.